# Aerei di Trasporto Regionale

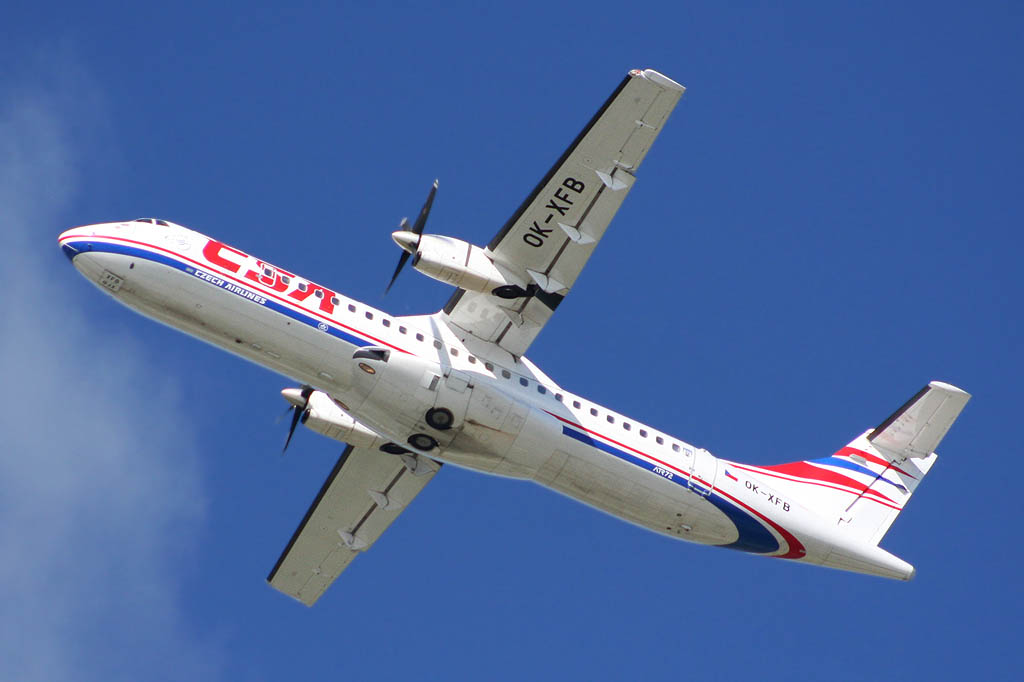
Vzlétající ATR 72 Českých aerolinií

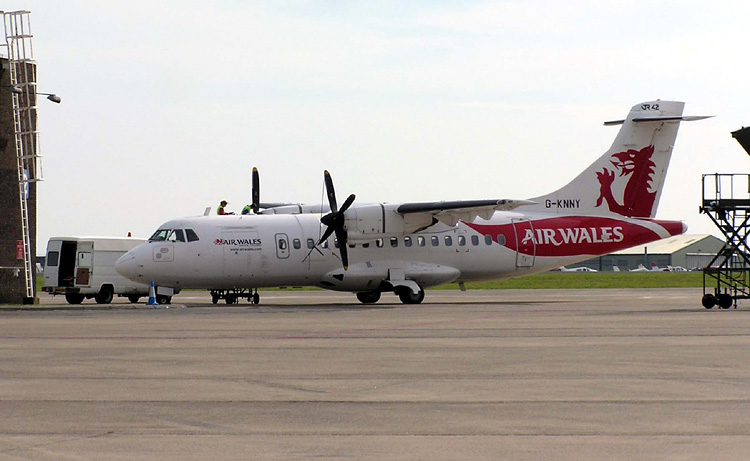
ATR 42 společnosti Air Wales

Italsko-francouzský výrobce letadel Aerei di Trasporto Regionale, Avions de Transport Régional (ATR) byl založen v roce 1981 jako konsorcium francouzské firmy Aérospatiale (nyní EADS) a italské firmy Aeritalia (nyní Alenia Aeronautica).

## Výroba
Trup a ocasní části letounů jsou vyráběny v italských závodech v Pomigliano d'Arco poblíž Neapole, Italy. Křídla jsou sestavována v závodě Airbus ve francouzském městě Sogerma, Bordeaux. Konečná montáž, testovací lety, certifikace a dodávky jsou v režii ATR sídlící ve francouzském Toulouse.
Generálním ředitelem je Christian Scherer.

## Vývoj letounů
První ze dvou prototypů ATR 42 vykonal svůj první let 16. srpna 1984, francouzská a italská certifikace následovala v září 1985 a první let s platícími pasažéry v prosinci 1985.
Vývoj ATR 72 byl oznámen na Pařížské letecké přehlídce v roce 1985 a výroba začala v lednu 1986. ATR 72 má oproti ATR 42 silnější motory, větší kapacitu palivových nádrží a větší rozměry.
V dubnu 2000 ATR dodal zákazníkům svůj 600. stroj, ATR 72-500 pro Air Dolomiti. Mezi aerolinie používající stroje ATR patří LOT, Thai Airways International, České aerolinie, Air New Zealand, Olympic Airlines, Alitalia, TAROM ap.
Společnost také nově vyrábí novou verzi ATR 72-600. Jde o letoun třídy Family.

## Letouny ATR
- ATR 42 první let v srpnu 1984
  - ATR 42-300
  - ATR 42-320
  - ATR 42-500
- ATR 72 první let v lednu 1986
  - ATR 72-200
  - ATR 72-210
  - ATR 72-500
  - ATR 72-600